# Pupina
Pupina é um género de gastrópode  da família Pupinidae.
Este género contém as seguintes espécies:
- Pupina brenchleyi
- Pupina complanata
- Pupina coxeni
- Pupina difficilis
- Pupina pfeifferi